# خوان كوردوفا
خوان كوردوفا (بالإسبانية: Juan Córdova)‏ (25 يونيو 1995 في تشيلي - ) هو لاعب كرة قدم تشيلي في مركز الظهير. لعب مع هواتشيباتو.

## وصلات خارجية
- خوان كوردوفا على موقع قاعدة بيانات كرة القدم.إي يو (الإنجليزية)
- خوان كوردوفا على موقع ناشيونال فوتبول تيمز (الإنجليزية)
- خوان كوردوفا على موقع Soccerway.com (الإنجليزية)
- خوان كوردوفا على موقع عالم كرة القدم.نت (الإنجليزية)
- خوان كوردوفا على موقع AS.com (الإسبانية)